# Бачуров, Юрий Кузьмич
Юрий Кузьмич Бачуров (14 октября 1933, Иваново) — советский гребец, бронзовый призёр Олимпийских игр 1960 года в Риме на распашной четвёрке без рулевого, многократный чемпион СССР и Европы. Двукратный победитель английской Королевской регаты. Почётный член Британского Королевского клуба, почётный мастер спорта СССР.

## Награды
- Медаль «За трудовое отличие» (16.09.1960) — за успешные выступления в XVII летних и VIII зимних Олимпийских играх 1960 года, а также за выдающиеся спортивные достижения[4]